# جيمس موراي (عسكري)
جيمس موراي (بالإنجليزية: James Murray)‏ هو عسكري أيرلندي، ولد في 1 فبراير 1859 في كورك في جمهورية أيرلندا، وتوفى في 19 يوليو 1942 في دبلن في جمهورية أيرلندا.